# MACS 1149-JD
MACS 1149-JD，或稱為PCB2012 3020，是已知距離地球最遙遠的星系之一。該星系的紅移值大約為z=9.6，即距離地球12.8 × 109 ly（3.9 × 109 pc）。它的質量為銀河系的1%。

## 外部連結
- NASA Telescopes Spy Ultra-Distant Galaxy （页面存档备份，存于）